# Perry Jones
Perry James Jones III (Winnsboro, 24 settembre 1991) è un cestista statunitense.

## Carriera

### Oklahoma City Thunder e Tulsa 66ers
Cresciuto come giocatore nella Duncanville High School, nel 2010 viene preso dalla Baylor University e inserito nei propri Bears.
Nel 2012 viene selezionato come 28a scelta nel Draft NBA dagli Oklahoma City Thunder. Durante la sua stagione da rookie, è più volte mandato a giocare nella NBA Development League, la lega di sviluppo della NBA, con i Tulsa 66ers per fargli acquisire quanti più minuti possibile viste le poche presenze con la sua squadra principale.  Nella stagione successiva, gioca ben 62 partite in regular season (7 da titolare) con una media di 3,5 punti e 1,8 rimbalzi a partita. Nella terza ed ultima, nonostante qualche presenza in meno, inizia nel quintetto base per 13 volte portando la sua media punti a 4,3.

### Iowa Energy e Chimki
Il 14 luglio 2015 viene ceduto ai Boston Celtics per soldi e scambi di scelte nei Draft 2018 e 2019. Dopo una preseason con i verdi, ad ottobre 2015 passa agli Iowa Energy, squadra militante nella lega di sviluppo NBA. Torna quindi a calcare dopo qualche anno i campi della Development League. Le presenze stagionali però si fermano a 5, contornate da 66 punti totali a causa anche di svariati infortuni che lo tengono spesso fermo.
Nell'agosto 2016, viene quindi ingaggiato in Russia, nelle file dei B,K, Chimki. Nonostante le più rosee aspettative, anche in Europa vede poco il campo, fermandosi addirittura a 1 presenza (e 7 punti). 
Tornato in USA dopo solo qualche mese, gli Iowa decidono di dare una seconda chance a Jones dopo la prima esperienza non proprio esaltante. Nella stagione 2016-2017 con gli Energy disputa 24 presenze e realizza 166 punti. A fine stagione rimane svincolato.

## Statistiche

### College
| Anno      | Squadra      | PG | PT | MP   | TC%  | 3P%  | TL%  | RP  | AP  | PRP | SP  | PP   |
| --------- | ------------ | -- | -- | ---- | ---- | ---- | ---- | --- | --- | --- | --- | ---- |
| 2010-2011 | Baylor Bears | 30 | 29 | 33,9 | 54,9 | 20,0 | 66,4 | 7,2 | 1,2 | 0,5 | 0,9 | 13,9 |
| 2011-2012 | Baylor Bears | 33 | 33 | 30,7 | 50,0 | 30,3 | 69,6 | 7,6 | 1,3 | 0,8 | 0,6 | 13,5 |
| Carriera  | Carriera     | 63 | 62 | 32,2 | 52,2 | 27,9 | 67,8 | 7,4 | 1,2 | 0,7 | 0,7 | 13,7 |

### NBA

#### Regular season
| Anno      | Squadra          | PG  | PT | MP   | TC%  | 3P%  | TL%  | RP  | AP  | PRP | SP  | PP  |
| --------- | ---------------- | --- | -- | ---- | ---- | ---- | ---- | --- | --- | --- | --- | --- |
| 2012-2013 | Oklahoma Thunder | 38  | 1  | 7,4  | 39,4 | 0,0  | 66,7 | 1,6 | 0,3 | 0,1 | 0,2 | 2,3 |
| 2013-2014 | Oklahoma Thunder | 62  | 7  | 12,3 | 45,9 | 36,1 | 66,7 | 1,8 | 0,4 | 0,2 | 0,3 | 3,5 |
| 2014-2015 | Oklahoma Thunder | 43  | 13 | 14,7 | 39,7 | 23,3 | 64,9 | 1,8 | 0,4 | 0,4 | 0,2 | 4,3 |
| Carriera  | Carriera         | 143 | 21 | 11,7 | 42,0 | 29,3 | 66   | 1,8 | 0,4 | 0,3 | 0,2 | 3,4 |

#### Play-off
| Anno     | Squadra          | PG | PT | MP  | TC%  | 3P%  | TL% | RP  | AP  | PRP | SP  | PP  |
| -------- | ---------------- | -- | -- | --- | ---- | ---- | --- | --- | --- | --- | --- | --- |
| 2013     | Oklahoma Thunder | 1  | 0  | 5,0 | 0,0  | 0,0  | 0,0 | 1,0 | 0,0 | 0,0 | 0,0 | 0,0 |
| 2014     | Oklahoma Thunder | 11 | 0  | 5,0 | 38,9 | 30,0 | 0,0 | 0,8 | 0,1 | 0,0 | 0,1 | 1,5 |
| Carriera | Carriera         | 12 | 0  | 5,0 | 36,8 | 30,0 | 0,0 | 0,8 | 0,1 | 0,0 | 0,1 | 1,4 |

## Palmarès
- McDonald's All-American Game (2010)